# بوسه بوسه قسمت
بوسه بوسه قسمت (به هندی: Kis Kis Ki Kismat) فیلمی محصول سال ۲۰۰۴ و به کارگردانی گوویند منون است. در این فیلم بازیگرانی همچون مالیکا شراوات، درمندرا، راتی آگنیهوتری، ساتیش شاه، تینو آناند، تیکو تالسانیا، سورش منون، شیواجی ساتام ایفای نقش کرده‌اند.